# Mexigonus
Mexigonus este un gen de păianjeni din familia Salticidae.
Numele este o referință la Mexic, unde au fost găsite primele specii identificate. Acesta este compus dintr-o primă parte Mexi- care se referă la originea mexicană a aproape tuturor speciilor și sufixul -gonus , care derivă din grecescul γόνος , gònos , ceea ce înseamnă că este generat, că este inerent.
A fost descris pentru prima dată de G. B. Edwards în 2003.Exemplarele descrise de FOP-Cambridge în 1901 cu denumirea Tylogonus minutus sunt considerate specii tip pentru acest gen în urma studiului realizat de Edwards.
Cladograma conform Catalogue of Life:
| Mexigonus | \| \| Mexigonus arizonensis ( Banks, 1904) – SUA, Mexic \| \| \| \| \| \| Mexigonus dentichelis (FO Pickard-Cambridge, 1901) – Mexic \| \| \| \| \| \| Mexigonus minutus (FO Pickard-Cambridge, 1901) ( specie tip ) – SUA, Mexic \| \| \| \| \| \| Mexigonus morosus (Peckham & Peckham, 1888) – SUA \| \| \| \| |
|           | \| \| Mexigonus arizonensis ( Banks, 1904) – SUA, Mexic \| \| \| \| \| \| Mexigonus dentichelis (FO Pickard-Cambridge, 1901) – Mexic \| \| \| \| \| \| Mexigonus minutus (FO Pickard-Cambridge, 1901) ( specie tip ) – SUA, Mexic \| \| \| \| \| \| Mexigonus morosus (Peckham & Peckham, 1888) – SUA \| \| \| \| |
|           | Mexigonus arizonensis ( Banks, 1904) – SUA, Mexic |
|           | |
|           | Mexigonus dentichelis (FO Pickard-Cambridge, 1901) – Mexic |
|           | |
|           | Mexigonus minutus (FO Pickard-Cambridge, 1901) ( specie tip ) – SUA, Mexic |
|           | |
|           | Mexigonus morosus (Peckham & Peckham, 1888) – SUA |
|           | |